# 島原市
島原市（日语：／ Shimabara shi */?）為日本長崎縣東南部島原半島上的城市，為島原半島的主要都市。島原市地處島原半島東端，西側為雲仙市，南側為南島原市。西部有海拔1,483公尺的雲仙岳平成新山，東側面向有明海，人口則主要集中在東部海岸。

## 人口
| 島原市人口分布圖 |                                               |  |
| 島原市與日本全國年齡別人口分布比較圖 （2005年資料） | 島原市的年齡、男女別人口分布圖 （2005年資料） |  |
| ■紫色是島原市 ■綠色是全国 | ■藍色是男性 ■紅色是女性                       |  |
| 島原市人口變化 \| 1970年 \| 56,692人 \| \| \| 1975年 \| 57,289人 \| \| \| 1980年 \| 58,890人 \| \| \| 1985年 \| 58,457人 \| \| \| 1990年 \| 56,903人 \| \| \| 1995年 \| 52,853人 \| \| \| 2000年 \| 51,563人 \| \| \| 2005年 \| 50,045人 \| \| \| 2010年 \| 47,455人 \| \| \| 2015年 \| 45,436人 \| \| \| 2020年 \| 43,338人 \| \| |                                               |  |
| 資料來源：日本總務省統計中心提供之人口普查數據 |                                               |  |
| 1970年 | 56,692人                                      |  |
| 1975年 | 57,289人                                      |  |
| 1980年 | 58,890人                                      |  |
| 1985年 | 58,457人                                      |  |
| 1990年 | 56,903人                                      |  |
| 1995年 | 52,853人                                      |  |
| 2000年 | 51,563人                                      |  |
| 2005年 | 50,045人                                      |  |
| 2010年 | 47,455人                                      |  |
| 2015年 | 45,436人                                      |  |
| 2020年 | 43,338人                                      |  |

## 歷史

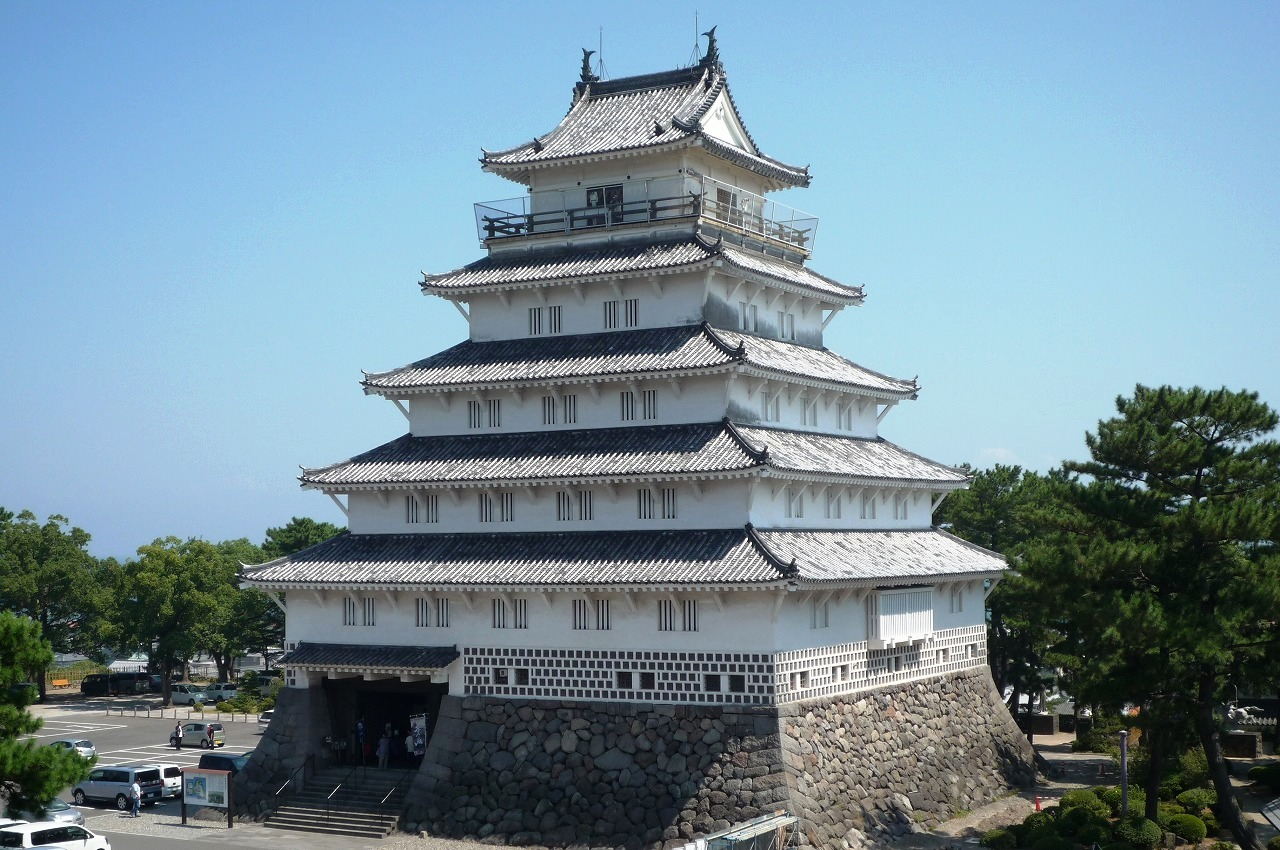
重建的島原城天守閣

江戶時代初期的1618年，松倉重政花了七年的時間建築了島原城，此後便以島原藩的城下町形式開始發展；但在1637年也因為第二代領主松倉勝家對待人民過於殘暴，引發島原之亂，造成此地區嚴重的破壞，甚至大量的居民死亡。直到繼任的領主高力忠房推動移民政策之後才開始恢復。
廢藩置縣後，伊度成為島原縣的縣廳所在地，直到島原縣被併入長崎縣。
位於島原半島中央的雲仙普賢岳為著名的活火山，曾在1792年爆發山崩，土石落入海中後引起海嘯，海嘯在有明海沿岸的肥後國、天草群島、島原半島造成共約一萬五千人的重大傷亡，為日本歷史最重大的火山災害，是為島原山崩肥後災難。
近年在1990年11月17日也一度爆發，並在隔年的6月3日產生火山碎屑流，造成43人死亡，其中包括前來進行研究的火山學者。

### 年表
- 1889年4月1日：實施町村制，現在的轄區在當時分屬：南高來郡島原町、島原村、湊町、安中村、杉谷村、三會村、大三東村、湯江村。
- 1924年4月1日：島原町、島原村、湊町合併為新設置的島原町。
- 1940年4月1日：島原町、安中村、杉谷村合併為島原市。
- 1955年4月1日：
  - 三會村被併入島原市。
  - 大三東村、湯江村合併為有明村。
- 1961年11月3日：有明村改制為有明町。
- 2006年1月1日：有明町被併入島原市。

### 變遷表
| 1889年以前 | 1889年4月1日 | 1889年 - 1926年     | 1926年 - 1944年     | 1945年 - 1959年         | 1960年 - 1989年      | 1989年 - 現在           | 現在   |
| ---------- | ------------ | ------------------- | ------------------- | ----------------------- | -------------------- | ----------------------- | ------ |
|            | 島原町       | 1924年4月1日 島原町 | 1940年4月1日 島原市 | 1940年4月1日 島原市     | 島原市               | 島原市                  | 島原市 |
|            | 湊町         | 1924年4月1日 島原町 | 1940年4月1日 島原市 | 1940年4月1日 島原市     | 島原市               | 島原市                  | 島原市 |
|            | 島原村       | 1924年4月1日 島原町 | 1940年4月1日 島原市 | 1940年4月1日 島原市     | 島原市               | 島原市                  | 島原市 |
|            | 杉谷村       |                     | 1940年4月1日 島原市 | 1940年4月1日 島原市     | 島原市               | 島原市                  | 島原市 |
|            | 安中村       |                     | 1940年4月1日 島原市 | 1940年4月1日 島原市     | 島原市               | 島原市                  | 島原市 |
|            | 三會村       | 三會村              | 三會村              | 1955年4月1日 併入島原市 | 島原市               | 島原市                  | 島原市 |
|            | 大三東村     | 大三東村            | 大三東村            | 1955年4月1日 有明村     | 1961年11月3日 有明町 | 2006年1月1日 併入島原市 | 島原市 |
|            | 湯江村       |                     |                     | 1955年4月1日 有明村     | 1961年11月3日 有明町 | 2006年1月1日 併入島原市 | 島原市 |

## 交通

### 鐵路
- 島原鐵道
  - 島原鐵道線：有明湯江車站 - 大三東車站 - 松尾車站 - 三會車站 - 島原車站 - 靈丘公園體育館車站 - 島原船津車站 - 島原港車站

島原鐵道線原還有繼續往南延伸至南島原市，但已於2008年4月1日停駛；停駛路段位於轄區內的車站則包括秩父浦車站與安德車站。

### 渡船
島原港亦有渡輪航班可往來下列港口。
- 熊本港（熊本縣熊本市）
- 三池港（福岡縣大牟田市）

## 觀光景點

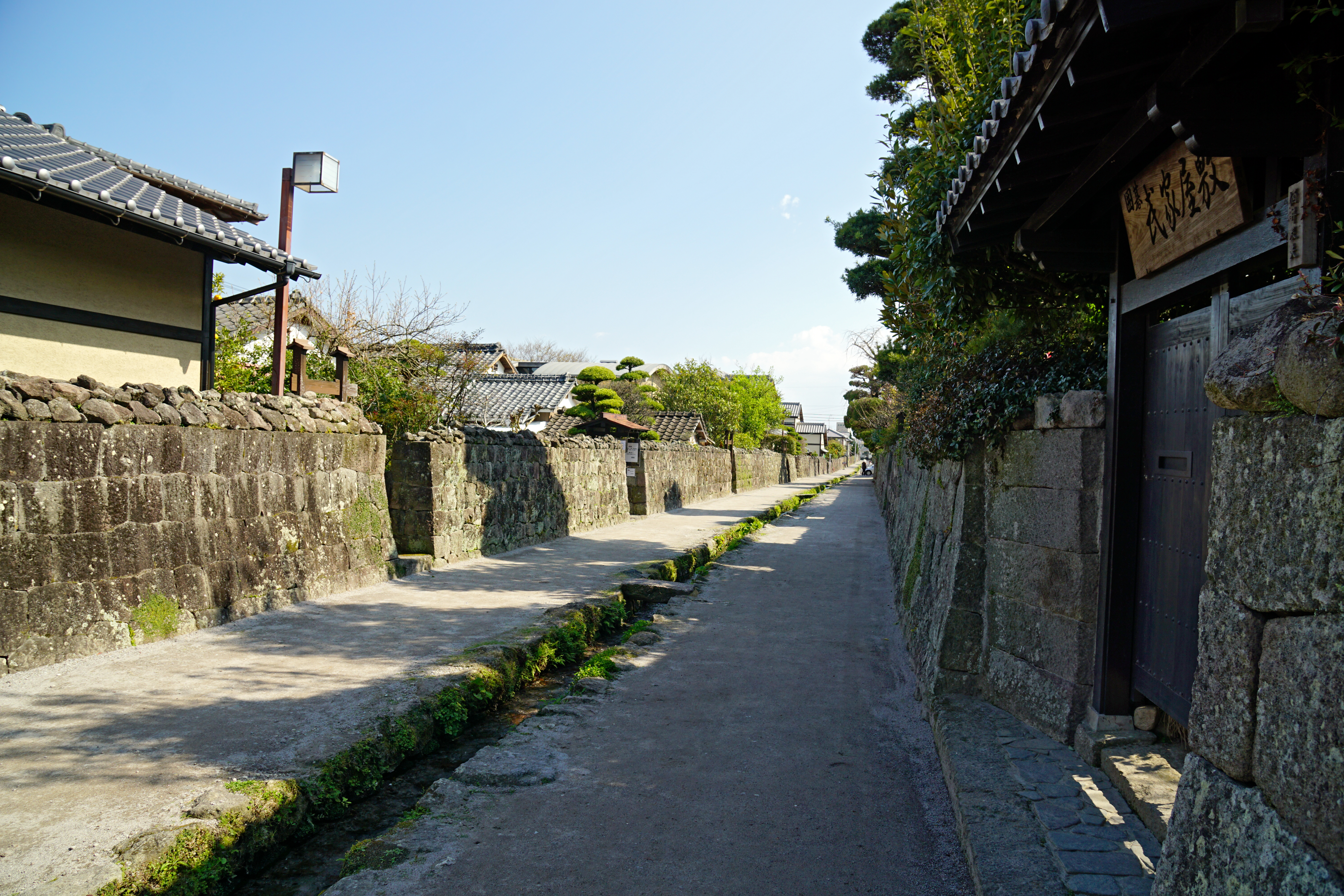
武家屋敷通

- 島原城
- 島原武家屋敷街
- 島原湧水群（日语：島原湧水群）：名水百選之一
- 雲仙岳災害記念館（日语：雲仙岳災害記念館）
- 九十九島 (島原市)（日语：九十九島 (島原市)）
- 島原溫泉

## 教育

### 高等學校
- 長崎縣立島原高等學校
- 長崎縣立島原農業高等學校
- 長崎縣立島原工業高等學校
- 長崎縣立島原商業高等學校
- 島原中央高等學校

## 姊妹、友好都市

### 日本
- 豐後高田市（大分縣）：於1969年4月25日締結為兄弟都市。
- 福知山市（京都府）：於 1983年3月1日締結為姊妹都市。

## 本地出身之名人
- 柴田保光：職業棒球選手
- 仲町貞子：作家
- 中村孝明：廚師
- 百武裕司：業餘天文愛好者，因於1996年發現著名的百武二號彗星而成名。
- 丸尾末廣：漫畫家
- 森崎東：電影導演
- 宮崎香蓮：藝人
- 鐘江管一：前島原市長，任內發生雲仙普賢岳火山碎屑流災害，致力於島原市之重建。
- 村田重治：日本海軍軍人

## 外部連結
- （日語） 官方网站
- （日語） 島原地域合併協議會
- （日語） 島原溫泉觀光協會 （页面存档备份，存于）
- （日語） 島原商工會議所 （页面存档备份，存于）
- （日語） 島原雲仙農業協同組合 （页面存档备份，存于）
- （日語） 島原是商店街聯盟 （页面存档备份，存于）